# Henri Häkkinen
Henri Häkkinen (ur. 16 czerwca 1980) – fiński strzelec sportowy. Brązowy medalista olimpijski z Pekinu.
Specjalizuje się w strzelaniu z karabinu. Zawody w 2008 były jego pierwszą olimpiadą i zajął trzecie miejsce w karabinku pneumatycznym na dystansie 10 metrów. W pozostałych konkurencjach karabinowych zajmował odległe miejsca. Był medalistą mistrzostw Europy w 2005 i 2007.